# Шарголи (деревня)
 Шарголи  — деревня в Богородском районе Нижегородской области.

## География
Находится на расстоянии приблизительно 23 км на юг от районного центра города Богородск.

## История
До апреля 2020 года входила в состав Хвощёвского сельсовета.

## Население
Постоянное население составляло 15 человек (русские 100%) в 2002 году, 15 в 2010.